# Хайбулаев, Бийсолтан Нурмагомедович
Бийсолтан Нурмагомедович Хайбулаев — сотрудник Министерства внутренних дел Российской Федерации, прапорщик полиции, погиб при исполнении служебных обязанностей, кавалер ордена Мужества (посмертно).

## Биография
Бийсолтан Нурмагомедович Хайбулаев родился 8 октября 1972 года. Служил в различных подразделениях органов внутренних дел Российской Федерации в Республике Дагестан. К середине 2010-х годов жил в республиканской столице — городе Махачкале — занимал должность бойца отделения 1-го взвода 6-й оперативной роты Отряда мобильного особого назначения Министерства внутренних дел по Республике Дагестан. Неоднократно в составе своего подразделения принимал участие в задержании вооружённых преступников, проведении специальных операций, выполнении задач руководства, входящих в компетенцию отряда.
17 июня 2016 года прапорщик полиции Бийсолтан Нурмагомедович Хайбулаев в составе своего подразделения участвовал в проведении разведывательно-поисковой операции в районе села Ерси Табасаранского района Республики Дагестан (согласно некоторым другим публикациям, операция проводилась в районе населённого пункта Дарваг того же района). В ходе ней группа полицейских попала под обстрел вооружённым преступником, укрывшимся в кустах. Впоследствии боевик оказался лидером бандформирования Гасаном Абдуллаевым. В результате произведённых им выстрелов погибли четыре сотрудника полиции — Бийсолтан Хайбулаев и Султан Абакаров были убиты на месте, а Тагир Хасбулатов и Халалмагомед Курбанов, несмотря на полученные тяжёлые ранения, сумели уничтожить бандита, но позднее скончались, несмотря на усилия врачей.
Указом Президента Российской Федерации прапорщик полиции Бийсолтан Нурмагомедович Хайбулаев посмертно был удостоен ордена Мужества.

## Память
- В честь Хайбулаева названа улица в селе Дылым Казбековского района Республики Дагестан, на улице установлена мемориальная доска[2].